# Joanna Badacz
Joanna Marta Badacz, z domu Chwal (ur. 25 stycznia 1975 w Jeleniej Górze) – polska biathlonistka, medalistka mistrzostw Polski. Prezes Polskiego Związku Biathlonu.

## Życiorys
Była zawodniczką MKS Karkonosze Jelenia Góra (1989-1999), gdzie jej trenerami byli Zofia i Zbigniew Popkowie, Ewa Mickiewicz, Mieczysław Skowron, Zbigniew Stępień, Franciszek Szczyrbak i Andrzej Koziński.
Reprezentowała Polskę na mistrzostwach świata juniorów w 1995 (44 m. w biegu indywidualnym, 48 m. w sprincie, 13 m. w sztafecie i 12. w biegu drużynowym), mistrzostwach Europy juniorów w 1995 (5 m. w sztafecie, 15 m. w biegu indywidualnym i 9 m. w sprincie) i mistrzostwach Europy seniorów w 1998 (15 m. w biegu indywidualnym, 39 m. w sprincie, 9 m. w sztafecie). Stawała na podium mistrzostw świata weteranów.
Na mistrzostwach Polski seniorów zdobyła: srebrne medale w biegu drużynowym i w sztafecie w 1995, złote medale w biegu drużynowym i sztafecie w 1996, złoty medal w biegu drużynowym w 1998 i srebrny medal w sztafecie w 1999. Była też mistrzynią Polski juniorek w sprincie (1995).
Od 1997 pracuje jako nauczyciel wychowania fizycznego i trener biathlonu w Szkole Mistrzostwa Sportowego w Szklarskiej Porębie, od 2010 do 2022 była tam zastępcą dyrektora ds. sportu.
Od 2010 jest członkiem zarządu Polskiego Związku Biathlonu, w latach 2014-2022 na stanowisku sekretarza, w lipcu 2022 została prezesem związku.
Biathlon uprawia jej syn, Konrad Badacz.